# Maxim Galitzenstein
Maxim „Max“ Galitzenstein (geboren 14. Juli 1886 als Maximilian Galitzenstein in Hacking, heute zu Wien gehörig; gestorben 4. Dezember 1932 in Berlin) war ein österreichischer Filmmanager und Filmproduzent beim deutschen Stummfilm der 1920er Jahre.

## Leben und Wirken
Galitzenstein ist einer der großen Unbekannten unter den Filmproduzenten vor 1933. Über seine frühe Vita ist kaum etwas bekannt. Der Sohn des Börsenmaklers Adolf Galitzenstein und dessen Frau Hermine, geb. Spitzer, kam bereits vor dem Ersten Weltkrieg zum deutschen Film und arbeitete sich bei den Produktionsfirmen Oskar Messters bis zum Vertriebschef bzw. Geschäftsführer hoch.
1918 gründeten Maxim Galitzenstein und sein Bruder Paul Ebner eine eigene Produktionsfirma, die Maxim Filmgesellschaft Ebner & Co. OHG. Als Produktionsstätte dienten Ateliers des früheren Galitzenstein-Chefs Messter in der Berliner Blücherstr. 31/32, die der Neu-Produzent von Messter am 30. März 1919 anmietete. In nur zehn Jahren produzierten Galitzenstein und Ebner eine Fülle von Stummfilmen, die zum Teil beträchtliche Erfolge waren und mit berühmten Namen wie Ernst Lubitsch (Regisseur von Romeo und Julia im Schnee), Paul Wegener und Asta Nielsen (Hauptdarsteller in Steuermann Holk), Emil Jannings und Fritz Kortner (Hauptdarsteller in Die Brüder Karamasoff), sowie Henny Porten und G. W. Pabst (Hauptdarstellerin und Regisseur von Gräfin Donelli) aufwarten konnten.
Im November 1922 gründete Galitzenstein die Austro Americana Film Company GmbH (1922–1928) in Berlin. Gegenstand des Unternehmens war laut Handelsregistereintrag: „Die Herstellung und der Vertrieb von Films, insbesondere auch der Export von Films nach Österreich und Amerika, sowie der Import aus beiden Ländern; ferner der Betrieb aller Geschäfte, welche sich mit kinematographischen Unternehmungen beschäftigen; auch das Verleihen von Films nach dem Auslande, insbesondere nach Österreich und Amerika, sowie aller hiermit zusammenhängender Unternehmungen. Die Gesellschaft darf auch Lichtspieltheater betreiben und sich an Unternehmungen, welche in dieses Gebiet fallen, insbesondere in Österreich und Amerika, beteiligen“.
Mit dem Ende der Stummfilm-Ära stellte Galitzenstein zum Jahresschluss 1929 seine Produktionstätigkeit ein, da seine kleine Firma mit den großen Studios, die seit der Umstellung vom Stumm- zum Tonfilm weitgehend das Sagen hatten, nicht mehr konkurrieren konnte. Sein Bruder und Kompagnon Paul Ebner kam am 18. Oktober 1930 bei einem Flugzeugabsturz ums Leben. Nach der Scheidung von seiner Ehefrau und einer Geschäftsreise in die USA im März 1931, die seine Erwartungen nicht erfüllte, gründete Galitzenstein im November gemeinsam mit dem Wiener Kaufmann Otto Popper die Maxim-Film-Handelsgesellschaft m.b.H. Doch der Erfolg früherer Jahre blieb aus. Galitzenstein geriet in eine finanzielle Notlage, eine für ihn unerträgliche Situation, die ihn in den Selbstmord trieb.

## Trivia und Familiäres
Der Produzent war seit dem 23. November 1918 mit Karla Galitzenstein, geb. Mandowsky (geboren am 14. Mai 1895), verheiratet.
In gewissem Sinne soll Galitzenstein die Karriere Billy Wilders lanciert haben. Wilder wohnte 1927 in Berlin-Schöneberg (Viktoria-Luise-Platz 11) zur Untermiete. Galitzenstein soll eines Nachts in Unterhosen aus dem Schlafzimmer einer Nachbarin in Wilders Zimmer geflüchtet sein. Wilder erkannte den Firmenchef und half ihm aus dieser delikaten Situation heraus, woraufhin der Produzent ihm aus Dankbarkeit dessen erstes Drehbuch abkaufte.

## Filmografie
- 1919: Arme Thea
- 1920: Moj
- 1920: Der Kammersänger
- 1920: Romeo und Julia im Schnee
- 1920: Steuermann Holk
- 1920: Die Brüder Karamasoff
- 1921: Die Rache einer Frau
- 1921: Seefahrt ist not!
- 1921: Die drei Tanten
- 1921: Die verbotene Frucht
- 1921: Eines großen Mannes Liebe
- 1921: Kean
- 1922: Schatten der Vergangenheit
- 1922: Die Tänzerin Navarro
- 1923: Die Liebe einer Königin
- 1923: Das Geheimnis von Brinkenhof
- 1923: S.O.S. Die Insel der Tränen
- 1924: Gräfin Donelli
- 1924: Claire
- 1925: Der Herr Generaldirektor
- 1925: Der Maler und sein Modell
- 1925: Der Mann im Sattel
- 1926: Fedora
- 1926: Der Herr des Todes
- 1926: Der Sohn des Hannibal
- 1926: Wenn das Herz der Jugend spricht
- 1927: Die leichte Isabell
- 1927: Tragödie einer Ehe
- 1928: Ariadne in Hoppegarten
- 1929: Der Weg durch die Nacht
- 1929: Die Schleiertänzerin
- 1929: Anschluß um Mitternacht